# هراند ساغویان
هراند سامسونی ساغویان (ارمنی: Հրանտ Սամսոնի Սաղոյան؛  زادهٔ ۱۵ ژانویهٔ ۱۹۲۵ - درگذشته تاریخ نامعلوم) مهندس، کارمند دولتی اهل ارمنستان بود.

## زندگی‌نامه
وی در۱۵ ژانویهٔ ۱۹۲۵ در ایروان به دنیا آمد و از دانشگاه ملی پلی‌تکنیک ارمنستان فارغ‌التحصیل گشت. همچنین برندهٔ جوایزی همچون نشان پرچم سرخ کار، مهندس شایسته ارمنستان شوروی، جایزه دولتی ارمنستان شوروی و جایزه دولتی اتحاد شوروی شده است. تاریخ درگذشت وی نامعلوم است.